# Кастро, Николас
Николас Федерико Кастро (исп. Nicolás Federico Castro; 1 ноября 2000, Рафаэла, Аргентина) — аргентинский футболист, полузащитник испанского клуба «Эльче».

## Клубная карьера
Футболом начал заниматься в 2006 году в академии клуба «9 июля». В 2016 году перешёл в академию клуба «Ньюэллс Олд Бойз». Первый профессиональный контракт заключил с клубом 3 января 2019 года. За клуб дебютировал 26 ноября в гостевом матче с «Архентинос Хуниорс», заменив на 82-й минуте Анхело Габриелли. Первым результативным действием отметился 17 июля 2021 года в домашнем матче с «Тальересом», выйдя в стартовом составе и отдав две голевые передачи (матч закончился со счётом 3:2). Первый гол за клуб забил 30 июля в домашнем матче с «Эстудиантесом», забив второй и четвёртый гол, а также ассистировав на третий гол своей команды (матч закончился со счётом 4:2). Второй дубль оформил 20 сентября 2021 года в гостевом матче с «Ланусом», принеся своей команде победу (матч закончился со счётом 1:2). В Южноамериканском кубке дебютировал 14 мая 2021 года в гостевом матче с «Либертадом», заменив на 88-й минуте Йонатана Кабрала. Первый гол в турнире забил 21 мая в домашнем матче с «Палестино», выйдя в стартовом составе и открыв счёт в матче (матч закончился со счётом 3:1).
18 июля 2022 года Кастро подписал контракт с бельгийским клубом «Генк». Трансфер обошёлся бельгийскому клубу в 3,65 миллиона евро.

## Карьера в сборной
Выступал за сборную до 17 лет.

## Клубная статистика
| Клуб             | Сезон            | Лига | Лига | Кубок страны | Кубок страны | Еврокубки | Еврокубки | Итого | Итого |
| Клуб             | Сезон            | Игры | Голы | Игры         | Голы         | Игры      | Голы      | Игры  | Голы  |
| ---------------- | ---------------- | ---- | ---- | ------------ | ------------ | --------- | --------- | ----- | ----- |
| Ньюэллс Олд Бойз | 2019/20          | 3    | 0    | 0            | 0            | —         | —         | 3     | 0     |
| Ньюэллс Олд Бойз | 2020             | —    | —    | 4            | 0            | —         | —         | 4     | 0     |
| Ньюэллс Олд Бойз | 2021             | 22   | 5    | 2            | 0            | —         | —         | 24    | 5     |
| Ньюэллс Олд Бойз | 2022             | 2    | 0    | 14           | 3            | 4         | 1         | 20    | 4     |
| Ньюэллс Олд Бойз | Итого            | 27   | 5    | 21           | 3            | 3         | 1         | 51    | 9     |
| Генк             | 2022/23          | 0    | 0    | 0            | 0            | —         | —         | 0     | 0     |
| Генк             | Итого            | 0    | 0    | 0            | 0            | 0         | 0         | 0     | 0     |
| Всего за карьеру | Всего за карьеру | 27   | 5    | 21           | 3            | 3         | 1         | 51    | 9     |